# Городоцька Дача І (пам'ятка природи)
Городо́цька Да́ча І — ботанічна пам'ятка природи місцевого значення в Україні. Розташована в межах Хмельницького району Хмельницької області, на захід від міста Городок.
Площа 0,5 га. Статус присвоєно згідно з рішенням облвиконком від 14.07.1977 року № 213. Перебуває у віданні ДП «Ярмолинецький лісгосп» (Ярмолинецьке л-во, кв. 52, вид. 2).
Статус присвоєно для збереження невеликої частини лісового масиву «Городоцька Дача» з цінними насадженнями сосни.